# Druhlice

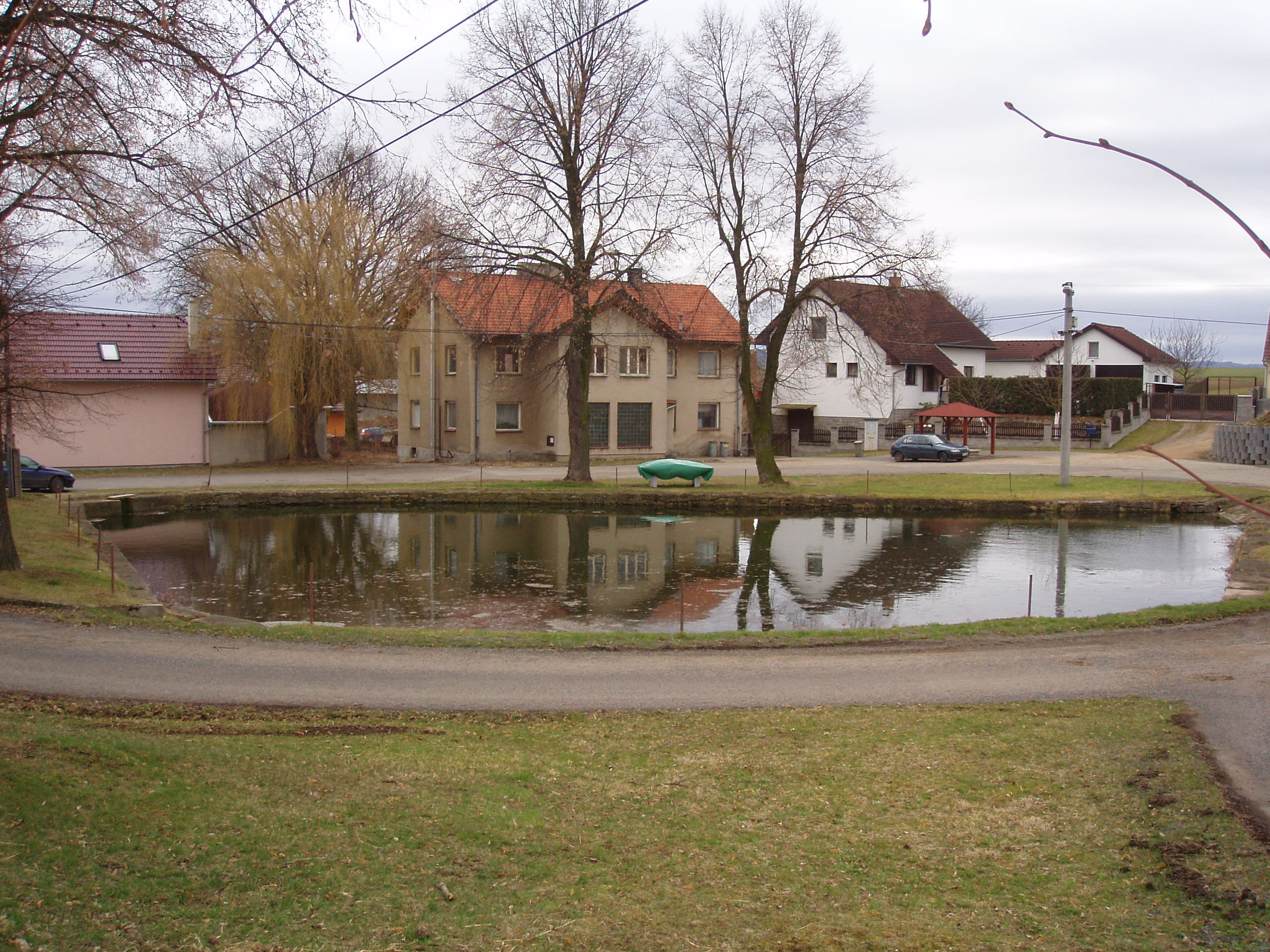
Dorfplatz von Druhlice

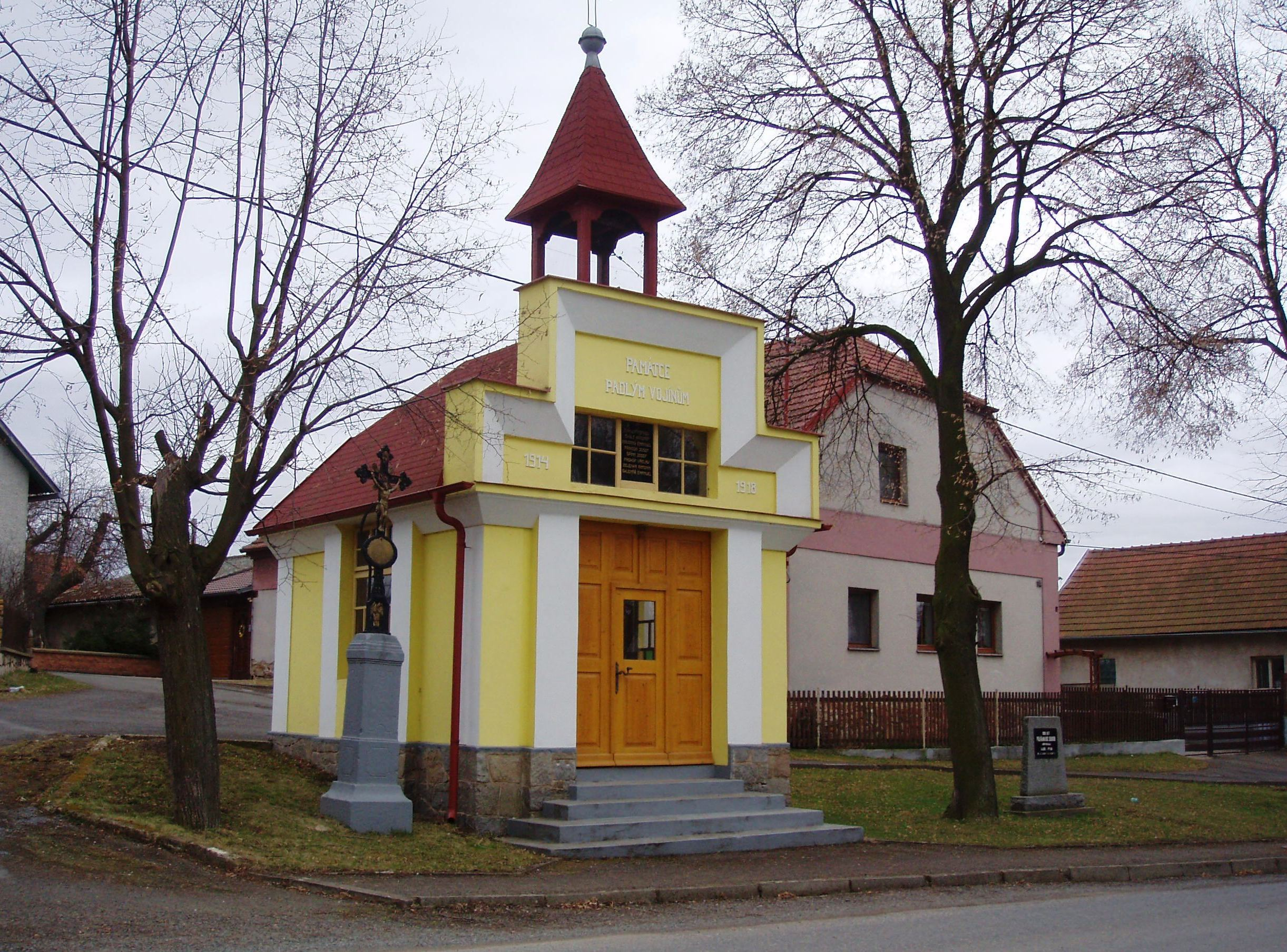
Kapelle

Druhlice (deutsch Druhlitz, auch Druchlitz) ist ein Ortsteil der Gemeinde Daleké Dušníky in Tschechien. Er liegt sieben Kilometer südlich von Dobříš und gehört zum Okres Příbram.

## Geographie
Druhlice befindet sich linksseitig über dem Tal der Kocába in der Dobříšská pahorkatina (Dobrischer Hügelland). Nordöstlich erhebt sich der Tuškovský vrch (441 m n. m.), im Südosten der Strážný vrch (494 m.n.m.) und der Druhlický vrch (442 m n. m.) sowie westlich der Na Vrších (442 m n. m.). Knapp zwei Kilometer nordöstlich von Druhlice liegt das stillgelegte Uranbergwerk Šachta 25.
Nachbarorte sind Lhotka und Svaté Pole im Norden, Tuškov und Budín im Nordosten, Daleké Dušníky im Osten, Podedruhlice und Skalice im Südosten, Hora und Ouběnice im Süden, Ostrov im Südwesten, Dlouhá Lhota, Suchodol und Kotenčice im Westen sowie Buková u Příbramě, Rosovice und Obořiště im Nordwesten. 

## Geschichte
Die erste schriftliche Erwähnung von Druhlice erfolgte 1325, als König Johann von Luxemburg die Kamýker Wälder mit der Jagdgerechtigkeit und den darin befindlichen Dörfern an Hermann von Miličín verkaufte. Im Jahre 1326 wurde das Dorf erneut in einer Urkunde König Johanns erwähnt, jedoch unter der Bezeichnung Drahlicz.
Bis 1714 gehörte Druhlice zum Podbrder Kreis, danach wurde das Dorf Teil des Berauner Kreises. 
Im Jahre 1846 bestand Druhlitz aus 35 Häusern mit 226 Einwohnern, darunter eine protestantische Familie. 18 Häuser gehörten zur Herrschaft Dobřisch und 17 Häuser zum k.k. Tafelgut Milin. Zum Miliner Anteil gehörte eine Mühle an der Kotzaba. Pfarrort war Heiligfeld. Bis zur Mitte des 19. Jahrhunderts blieb Druhlitz anteilig der Herrschaft Dobřisch und dem Gut Milin untertänig.
Nach der Aufhebung der Patrimonialherrschaften bildete Drúhlice / Druhlitz ab 1850 mit den Ortsteilen Ouběnice und Ostrov eine Gemeinde im Gerichtsbezirk Dobříš. Ab 1868 gehörte die Gemeinde zum Bezirk Příbram. Ouběnice und Ostrov lösten sich in den 1920er Jahren von Druhlice los und bildeten die Gemeinde Ouběnice. 1932 lebten in Druhlice 246 Personen. 
Ab 1949 gehörte Druhlice zum neugebildeten Okres Dobříš, nach dessen Aufhebung wurde die Gemeinde 1960 wieder Teil des Okres Příbram. 1961 wurde Druhlice nach Daleké Dušníky eingemeindet. Im Jahre 1991 hatte Druhlice 171 Einwohner, beim Zensus von 2001 lebten in den 51 Wohnhäusern 187 Personen.

## Ortsgliederung
Zum Ortsteil Druhlice gehört die Ansiedlung Podedruhlice. Druhlice bildet einen Katastralbezirk.

## Sehenswürdigkeiten
- Kapelle, erbaut 1930